# Medallistas Olímpicos en Piragüismo (femenino)
Tabla de medallas de oro, plata y bronce del Piragüismo o Canotaje en los Juegos Olímpicos en cada una de las pruebas que forman parte del torneo.
- Para las hombres véase Medallistas Olímpicos en Piragüismo (masculino).

## Programa vigente

### Piragüismo en aguas tranquilas

#### C-1 200 metros
| Edición    | Oro                             | Plata                              | Bronce                           |
| ---------- | ------------------------------- | ---------------------------------- | -------------------------------- |
| Tokio 2020 | Nevin Harrison · Estados Unidos | Laurence Vincent-Lapointe · Canadá | Liudmyla Luzan · Ucrania         |
| París 2024 | Katie Vincent · Canadá          | Nevin Harrison · Estados Unidos    | Yarisleidis Cirilo Duboys · Cuba |

#### C-2 500 metros
| Edición    | Oro                                               | Plata                                              | Bronce                                             |
| ---------- | ------------------------------------------------- | -------------------------------------------------- | -------------------------------------------------- |
| Tokio 2020 | República Popular China · Xu Shixiao · Sun Mengya | Ucrania · Liudmyla Luzan · Anastasiya Chetverikova | Canadá · Laurence Vincent-Lapointe · Katie Vincent |
| París 2024 | República Popular China · Xu Shixiao · Sun Mengya | Ucrania · Liudmyla Luzan · Anastasiya Rybachok     | Canadá · Sloan MacKenzie · Katie Vincent           |

#### K-1 500 metros
| Edición             | Oro                                     | Plata                                    | Bronce                               |
| ------------------- | --------------------------------------- | ---------------------------------------- | ------------------------------------ |
| Londres 1948        | Karen Hoff · Dinamarca                  | Alida van der Anker · Países Bajos       | Fritzi Schwingl · Austria            |
| Helsinki 1952       | Sylvi Saimo · Finlandia                 | Gertrude Liebhart · Austria              | Nina Savina · Unión Soviética        |
| Melbourne 1956      | Yelizaveta Dementyeva · Unión Soviética | Therese Zenz · Equipo Alemán Unificado   | Tove Søby · Dinamarca                |
| Roma 1960           | Antonina Seredina · Unión Soviética     | Therese Zenz · Equipo Alemán Unificado   | Daniela Walkowiak · Polonia          |
| Tokio 1964          | Lyudmila Khvedosiuk · Unión Soviética   | Hilde Lauer · Rumania                    | Marcia Jones · Estados Unidos        |
| México 1968         | Lyudmila Pinayeva · Unión Soviética     | Renate Breuer · Alemania Occidental      | Viorica Dumitru · Rumania            |
| Múnich 1972         | Yulia Ryabchinskaya · Unión Soviética   | Mieke Jaapies · Países Bajos             | Anna Pfeffer · Hungría               |
| Montreal 1976       | Carola Zirzow · Alemania Oriental       | Tatiana Korshunova · Unión Soviética     | Klára Rajnai · Hungría               |
| Moscú 1980          | Birgit Fischer · Alemania Oriental      | Vania Guesheva · Bulgaria                | Antonina Melnikova · Unión Soviética |
| Los Ángeles 1984    | Agneta Andersson · Suecia               | Barbara Schüttpelz · Alemania Occidental | Annemiek Derckx · Países Bajos       |
| Seúl 1988           | Vania Guesheva · Bulgaria               | Birgit Schmidt · Alemania Oriental       | Izabela Dylewska · Polonia           |
| Barcelona 1992      | Birgit Schmidt · Alemania               | Rita Kőbán · Hungría                     | Izabela Dylewska · Polonia           |
| Atlanta 1996        | Rita Kőbán · Hungría                    | Caroline Brunet · Canadá                 | Josefa Idem · Italia                 |
| Sídney 2000         | Josefa Idem · Italia                    | Caroline Brunet · Canadá                 | Katrin Borchert · Australia          |
| Atenas 2004         | Natasa Janics · Hungría                 | Josefa Idem · Italia                     | Caroline Brunet · Canadá             |
| Beijing 2008        | Inna Osypenko · Ucrania                 | Josefa Idem · Italia                     | Katrin Wagner-Augustin · Alemania    |
| Londres 2012        | Danuta Kozák · Hungría                  | Inna Osypenko · Ucrania                  | Bridgitte Hartley · Sudáfrica        |
| Río de Janeiro 2016 | Danuta Kozák · Hungría                  | Emma Jørgensen · Dinamarca               | Lisa Carrington · Nueva Zelanda      |
| Tokio 2020          | Lisa Carrington · Nueva Zelanda         | Tamara Csipes · Hungría                  | Emma Jørgensen · Dinamarca           |
| París 2024          | Lisa Carrington · Nueva Zelanda         | Tamara Csipes · Hungría                  | Emma Jørgensen · Dinamarca           |

#### K-2 500 metros
| Edición             | Oro                                                             | Plata                                                    | Bronce                                                                 |
| ------------------- | --------------------------------------------------------------- | -------------------------------------------------------- | ---------------------------------------------------------------------- |
| Roma 1960           | Unión Soviética · Mariya Shubina · Antonina Seredina            | Equipo Alemán Unificado · Therese Zenz · Ingrid Hartmann | Hungría · Klára Fried-Bánfalvi · Vilma Egresi                          |
| Tokio 1964          | Equipo Alemán Unificado · Annemarie Zimmermann · Roswitha Esser | Estados Unidos · Francine Fox · Glorianne Perrier        | Rumania · Hilde Lauer · Cornelia Sideri                                |
| México 1968         | Alemania Occidental · Annemarie Zimmermann · Roswitha Esser     | Hungría · Anna Pfeffer · Katalin Rozsnyói                | Unión Soviética · Lyudmila Pinayeva · Antonina Seredina                |
| Múnich 1972         | Unión Soviética · Lyudmila Pinayeva · Yekaterina Kuryshko       | Alemania Oriental · Ilse Kaschube · Petra Grabowski      | Rumania · Maria Nichiforov · Viorica Dumitru                           |
| Montreal 1976       | Unión Soviética · Nina Gopova · Galina Kreft                    | Hungría · Anna Pfeffer · Klára Rajnai                    | Alemania Oriental · Bärbel Köster · Carola Zirzow                      |
| Moscú 1980          | Alemania Oriental · Carsta Genäuß · Martina Bischof             | Unión Soviética · Galina Alexeyeva · Nina Trofimova      | Hungría · Éva Rakusz · Mária Zakariás                                  |
| Los Ángeles 1984    | Suecia · Agneta Andersson · Anna Olsson                         | Canadá · Alexandra Barre · Susan Holloway                | Alemania Occidental · Josefa Idem · Barbara Schüttpelz                 |
| Seúl 1988           | Alemania Oriental · Birgit Schmidt · Anke Nothnagel             | Bulgaria · Vania Gesheva · Diana Paliska                 | Países Bajos · Annemiek Derckx · Annemarie Cox                         |
| Barcelona 1992      | Alemania · Ramona Portwich · Anke von Seck                      | Suecia · Susanne Gunnarsson · Agneta Andersson           | Hungría · Rita Kőbán · Éva Dónusz                                      |
| Atlanta 1996        | Suecia · Susanne Gunnarsson · Agneta Andersson                  | Alemania · Birgit Fischer · Ramona Portwich              | Australia · Anna Wood · Katrin Borchert                                |
| Sídney 2000         | Alemania · Birgit Fischer · Katrin Wagner                       | Hungría · Katalin Kovács · Szilvia Szabó                 | Polonia · Beata Sokołowska · Aneta Pastuszka                           |
| Atenas 2004         | Hungría · Katalin Kovács · Natasa Janics                        | Alemania · Birgit Fischer · Carolin Leonhardt            | Polonia · Beata Sokołowska-Kulesza · Aneta Pastuszka                   |
| Beijing 2008        | Hungría · Katalin Kovács · Natasa Janics                        | Polonia · Beata Mikołajczyk · Aneta Konieczna            | Francia · Marie Delattre · Anne-Laure Viard                            |
| Londres 2012        | Alemania · Franziska Weber · Tina Dietze                        | Hungría · Katalin Kovács · Natasa Dusev-Janics           | Polonia · Beata Mikołajczyk · Karolina Naja                            |
| Río de Janeiro 2016 | Hungría · Gabriella Szabó · Danuta Kozák                        | Alemania · Franziska Weber · Tina Dietze                 | Polonia · Beata Mikołajczyk · Karolina Naja                            |
| Tokio 2020          | Nueva Zelanda · Lisa Carrington · Caitlin Regal                 | Polonia · Karolina Naja · Anna Puławska                  | Hungría · Danuta Kozák · Dóra Bodonyi                                  |
| París 2024          | Nueva Zelanda · Lisa Carrington · Alicia Hoskin                 | Hungría · Tamara Csipes · Alida Gazsó                    | Alemania · Paulina Paszek · Jule Hake Hungría · Noémi Pupp · Sára Fojt |

#### K-4 500 metros
| Edición             | Oro                                                                                | Plata                                                                                | Bronce                                                                                   |
| ------------------- | ---------------------------------------------------------------------------------- | ------------------------------------------------------------------------------------ | ---------------------------------------------------------------------------------------- |
| Los Ángeles 1984    | Rumania Agafia Constantin · Nastasia Ionescu · Tecla Marinescu · Maria Ştefan      | Suecia Agneta Andersson · Anna Olsson · Eva Karlsson · Susanne Wiberg                | Canadá Alexandra Barre · Lucie Guay · Susan Holloway · Barbara Olmsted                   |
| Seúl 1988           | Alemania Oriental Birgit Schmidt · Anke Nothnagel · Ramona Portwich · Heike Singer | Hungría Erika Géczi · Erika Mészáros · Éva Rakusz · Rita Kőbán                       | Bulgaria Vania Guesheva · Diana Paliska · Ogniana Petrova · Borislava Ivanova            |
| Barcelona 1992      | Hungría Rita Kőbán · Éva Dónusz · Erika Mészáros · Kinga Czigány                   | Alemania Katrin Borchert · Ramona Portwich · Birgit Schmidt · Anke Von Seck          | Suecia Anna Olsson · Agneta Andersson · Maria Haglund · Susanne Rosenqvist               |
| Atlanta 1996        | Alemania Anett Schuck · Birgit Fischer · Manuela Mucke · Ramona Portwich           | Suiza Gabriela Müller · Ingrid Haralamow · Sabine Eichenberger · Daniela Baumer      | Suecia Susanne Rosenqvist · Anna Olsson · Ingela Ericsson · Agneta Andersson             |
| Sídney 2000         | Alemania Birgit Fischer · Manuela Mucke · Anett Schuck · Katrin Wagner             | Hungría Rita Kőbán · Katalin Kovács · Szilvia Szabó · Erzsébet Viski                 | Rumania Raluca Ioniţă · Mariana Limbău · Elena Radu · Sanda Toma                         |
| Atenas 2004         | Alemania Birgit Fischer · Carolin Leonhardt · Maike Nollen · Katrin Wagner         | Hungría Katalin Kovács · Szilvia Szabó · Erzsébet Viski · Kinga Bóta                 | Ucrania Inna Osypenko · Tetiana Semykina · Hanna Balabanova · Olena Cherevatova          |
| Beijing 2008        | Alemania Fanny Fischer · Nicole Reinhardt · Katrin Wagner-Augustin · Conny Waßmuth | Hungría Katalin Kovács · Gabriella Szabó · Danuta Kozák · Natasa Janics              | Australia Lisa Oldenhof · Hannah Davis · Chantal Meek · Lyndsie Fogarty                  |
| Londres 2012        | Hungría Gabriella Szabó · Danuta Kozák · Katalin Kovács · Krisztina Fazekas        | Alemania Carolin Leonhardt · Franziska Weber · Katrin Wagner-Augustin · Tina Dietze  | Bielorrusia Iryna Pamialova · Nadzeya Papok · Volha Khudzenka · Maryna Pautaran          |
| Río de Janeiro 2016 | Hungría Gabriella Szabó · Danuta Kozák · Tamara Csipes · Krisztina Fazekas         | Alemania Sabrina Hering · Franziska Weber · Steffi Kriegerstein · Tina Dietze        | Bielorrusia Marharyta Makhneva · Nadzeya Liapeshka · Volha Khudzenka · Maryna Litvinchuk |
| Tokio 2020          | Hungría Danuta Kozák · Tamara Csipes · Anna Kárász · Dóra Bodonyi                  | Bielorrusia Marharyta Makhneva · Nadzeya Papok · Volha Khudzenka · Maryna Litvinchuk | Polonia Karolina Naja · Anna Puławska · Justyna Iskrzycka · Helena Wiśniewska            |
| París 2024          | Nueva Zelanda Lisa Carrington · Alicia Hoskin · Olivia Brett · Tara Vaughan        | Alemania Paulina Paszek · Jule Hake · Pauline Jagsch · Sarah Brüßler                 | Hungría Noémi Pupp · Sára Fojt · Tamara Csipes · Alida Gazsó                             |

### Piragüismo Slalom

#### C-1
| Edición    | Oro                     | Plata                          | Bronce                         |
| ---------- | ----------------------- | ------------------------------ | ------------------------------ |
| Tokio 2020 | Jessica Fox · Australia | Mallory Franklin · Reino Unido | Andrea Herzog · Alemania       |
| París 2024 | Jessica Fox · Australia | Elena Lilik · Alemania         | Evy Leibfarth · Estados Unidos |

#### K-1
| Edición             | Oro                                        | Plata                                      | Bronce                                     |
| ------------------- | ------------------------------------------ | ------------------------------------------ | ------------------------------------------ |
| Múnich 1972         | Angelika Bahmann · Alemania Oriental       | Gisela Grothaus · Alemania Occidental      | Magdalena Wunderlich · Alemania Occidental |
| 1976–1988           | Prueba no incluida en el programa olímpico | Prueba no incluida en el programa olímpico | Prueba no incluida en el programa olímpico |
| Barcelona 1992      | Elisabeth Micheler-Jones · Alemania        | Danielle Woodward · Australia              | Dana Chladek · Estados Unidos              |
| Atlanta 1996        | Štěpánka Hilgertová · República Checa      | Dana Chladek · Estados Unidos              | Myriam Fox-Jerusalmi · Francia             |
| Sídney 2000         | Štěpánka Hilgertová · República Checa      | Brigitte Guibal · Francia                  | Anne-Lise Bardet · Francia                 |
| Atenas 2004         | Elena Kaliská · Eslovaquia                 | Rebecca Giddens · Estados Unidos           | Helen Reeves · Reino Unido                 |
| Beijing 2008        | Elena Kaliská · Eslovaquia                 | Jacqueline Lawrence · Australia            | Violetta Oblinger-Peters · Austria         |
| Londres 2012        | Émilie Fer · Francia                       | Jessica Fox · Australia                    | Maialen Chourraut · España                 |
| Río de Janeiro 2016 | Maialen Chourraut · España                 | Luuka Jones · Nueva Zelanda                | Jessica Fox · Australia                    |
| Tokio 2020          | Ricarda Funk · Alemania                    | Maialen Chourraut · España                 | Jessica Fox · Australia                    |
| París 2024          | Jessica Fox · Australia                    | Klaudia Zwolińska · Polonia                | Kimberley Woods · Reino Unido              |

#### K-1 cross
| Edición    | Oro                    | Plata                | Bronce                        |
| ---------- | ---------------------- | -------------------- | ----------------------------- |
| París 2024 | Noemie Fox · Australia | Angèle Hug · Francia | Kimberley Woods · Reino Unido |

## Pruebas descontinuadas

### Piragüismo en aguas tranquilas

#### K-1 200 metros
| Edición             | Oro                             | Plata                         | Bronce                              |
| ------------------- | ------------------------------- | ----------------------------- | ----------------------------------- |
| Londres 2012        | Lisa Carrington · Nueva Zelanda | Inna Osypenko · Ucrania       | Nataša Dušev-Janić · Hungría        |
| Río de Janeiro 2016 | Lisa Carrington · Nueva Zelanda | Marta Walczykiewicz · Polonia | Inna Osypenko-Radomska · Azerbaiyán |
| Tokio 2020          | Lisa Carrington · Nueva Zelanda | Teresa Portela · España       | Emma Jørgensen · Dinamarca          |